# Ion Roșioru
Ion Roșioru (n. 14 august 1944, Mânzălești, județul Buzău -- m. 12 nov. 2021) este un poet, prozator și critic literar român, membru al Uniunii Scriitorilor din România, filiala Dobrogea.

## Biografie
S-a născut în satul Grunj, aparținător comunei Mânzălești. Cursurile primare și gimnaziale le-a făcut în satul natal, apoi a urmat Liceul Teoretic în comuna Beceni. A absolvit Facultatea de Filologie a Universității din București (1972). Este profesor de limba și literatura franceză la Liceul Teoretic (devenit „Ioan Cotovu”) din orașul Hârșova, unde este și mentor al Cenaclului literar „Duiliu Zamfirescu”. Și-a început activitatea publicistică încă de pe băncile școlii, el fiind corespondent al ziarelor „Viața Buzăului” și „Flamura Prahovei”. A debutat cu versuri în revista „Tomis” (nr. 1/1976). A colaborat la revistele: „Tomis”, „Luceafărul”, „România literară”, „Arcadia”, „Steaua”, „Revue Roumaine”, „Metafora”, „Dynamis”, „Orfeu”, „Orion”, „Amurg sentimental”, „Convorbiri literare”, „Dacia literară”, „Analele Dobrogei”, „Tribuna”, „Euro Poésie” (Franța), „Albatros” ș.a. A publicat douăsprezece volume de autor. A tradus în limba română versuri de Victor Hugo, Alfred de Musset, Paul Verlaine, Arthur Rimbaud, care au apărut în antologii ca Almanahul mării (1988), Fereastra dinspre mare (1995), Solstițiu de purpură (2000). În anul 1990 a obținut Gradul I didactic cu lucrarea Chateaubriand poete en prose, pentru care va primi o bursă de studii la Alianța Franceză din Rouen în anul 1994. A participat la numeroase concursuri și festivaluri naționale și locale de poezie, unde a fost distins cu premii sau diplome: Concursul „Panait Cerna”, Tulcea, 1976 (Premiul I): Concursul „Odă țăranului român”, Buzău, 1980 (Premiul I); „Moștenirea Văcăreștilor”, Târgoviște, 1988 (Premiul special); Premiul oferit de „Revue francaise” pentru poezii scrise direct în limba franceză; Premiul revistei „Orion”, Slobozia, pentru cel mai bun haiku (1996), Premiul Uniunii Scriitorilor, Filiala Dobrogea, pentru volumul Pur (1998); Premiul Uniunii Scriitorilor, Filiala Dobrogea și al revistei „Tomis”, pentru contribuția deosebită la susținerea actului cultural și promovarea literaturii dobrogene pe plan național (1999). În anul 2004, Filiala Dobroge a Uniunii Scriitorilor l-a premiat pentru volumul de proză scurtă Luceafărul de ziuă, iar în anul următor a fost premiat pentru volumul de versuri Recviem pentru secolul meu. Revista „Convorbiri literare” i-a acordat în anul 2003, un premiu pentru calitatea traducerilor, iar în anul 2004, Asociația Culturală „Renașterea buzoiană”i-a acordat Diploma de Excelență pentru întreaga activitate literară și pentru contribuția la promovarea literaturii buzoiene la nivel național. în anul 2012, Editura Rafet din Râmnicu Sărat i-a acordat Premiul „Florica Cristoforeanu” pentru traducerea volumului Cele mai frumoase poezii, de Emile Verhaeren, care a fost premiat și de Filiala Dobrogea a Uniunii Scriitorilor. În anul 2014, Uniunea Scriitorilor din România, Filiala Dobrogea i-a apreciat activitatea literară și culturală cu  Premiul „Opera Omnia”. A mai semnat și cu pseudonimul Ioan Grunz

## Titluri reprezentative
- „La țărmul grânelor” (Versuri, București, Editura Litera, 1988)
- „Îngeri indeciși” (Roman, Constanța, Editura Europolis, 1995)
- „Pur” (Versuri, Constanța, Editura Ex Ponto, 1998)
- „Casa de la țară” (Haiku, Târgu Mureș, Editura Ambasador, 1998)
- Marius Tupan, între utopie și parabolă, București, 2001
- Recviem pentru secolul meu, Constanța, 2003
- Șerban Codrin sau Meditația unui poet occidental într-o grădină zen, București, 2003
- „Luceafarul de ziua” (povestiri, 2004)
- Arthur Porumboiu sau scrisul ca povară împotriva morții, 2005
- Ține-mă de vorbă să nu mor: roman, 2006
- Cronicar la Pontul Euxin: critică literară, 2008
- Pantumierul: antologie de versuri, 2 vol., 2011
- Incantații de mătase: versuri, 2012
- Lacrimi triunghiulare: versuri, 2012
- Paznicul de vânătoare: proză scurtă, 2012
- 101 schaltiniene: versuri, 2012
- Trecutul afectiv se pierde: versuri, 2012
- 111 elide, 2013
- Clopotul din Dojoji: versuri, 2013
- Cronici ospitaliere: critică literară, 2 vol., 2013
- Insomnii vesperale: versuri, volum antologic, Tipo Moldova, 2013
- Își pierde urma amurgul: cople și elide, 2016

## Afilieri
- Membru al Uniunii Scriitorilor din România

## Premii
- Premiul I „Panait Cerna”, Tulcea, în 1976
- Premiul I la „Odă țăranului român”, Buzău, 1980
- Premiul special al juriului la „Moștenirea Văcăreștilor”, Târgoviște, 1988
- Premiul oferit de „Revue franÎaise” pentru versuri scrise direct în limba franceză
- Premiul revistei „Orion” în 1996 pentru cel mai bun haiku
- Premiul Uniunii Scriitorilor din România, Filiala „Dobrogea” și al revistei „Tomis” pentru aport deosebit la susținerea actului de cultură scrisă, în cadrul ediției a cincea a „Colocviilor tomitane” (1999)
- Premiul oferit de către „Biblioteque Internationale de poésie” (Franța, 1999)